# 白根中央自動車学校

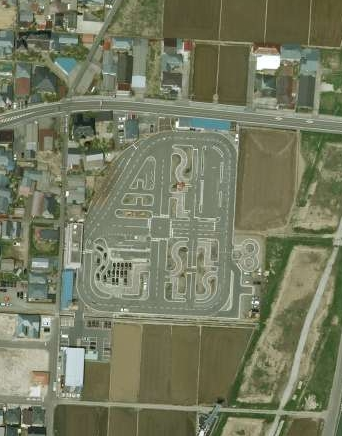
白根中央自動車学校の航空写真（2009年）

有限会社白根中央自動車学校（しろねちゅうおうじどうしゃがっこう）は、新潟県新潟市南区（旧白根市）にある指定自動車教習所を運営する企業。

## 沿革
- 1964年 - 新潟県公安委員会の指定を受け優良で安全な初心運転者の育成を目標に初心運転者育成業務を開始。
- 1997年 - 新潟県公安委員会より大型自動二輪の指定。

## 教習車種
- 大型特殊自動車
- 中型自動車
- 普通自動車
- 大型自動二輪車
- 普通自動二輪車